# Hypena rivula
Hypena rivula là một loài bướm đêm trong họ Erebidae.